# Gødstrup (Herning Kommune)
 For alternative betydninger, se Gødstrup. (Se også artikler, som begynder med Gødstrup)
Gødstrup ligger i Midtjylland og er en landsby i Snejbjerg Sogn. Den var tidligere station på Holstebro-Herning Jernbanen. Bebyggelsen ligger ved Gødstrup Sø og hører til Herning Kommune i Region Midtjylland.
I 2008 besluttede ledelsen i Region Midtjylland, at der skulle placeres et nyt supersygehus ved landsbyen. Gødstrup blev foretrukket frem for Aulum, der ligger længere mod nordvest og dermed nærmere Holstebro. 
Placeringen i Gødstrup har affødt voldsomme protester i Holstebro, Struer og Lemvig. Modstanden udtrykkes bl.a. gennem Fælleslisten, der blev repræsenteret i det midtjyske regionsråd ved valget i 2009. Ved folketingsvalget i 2011 opstiller Fælleslistens kandidater på Kristendemokraternes liste.  
|  | Denne artikel om lokaliteten Gødstrup (Herning Kommune) kan blive bedre, hvis der indsættes et (bedre) billede. Du kan hjælpe ved at afsøge Wikimedia Commons for et passende billede eller lægge et op på Wikimedia Commons med en af de tilladte licenser og indsætte det i artiklen. |

56°9′28.03″N 8°53′43.77″Ø / 56.1577861°N 8.8954917°Ø